# El Paraíso, Santos Reyes Nopala
El Paraíso är en ort i Mexiko.   Den ligger i kommunen Santos Reyes Nopala och delstaten Oaxaca, i den sydöstra delen av landet, 400 km sydost om huvudstaden Mexico City. El Paraíso ligger 409 meter över havet och antalet invånare är 140.
Terrängen runt El Paraíso är lite bergig. Runt El Paraíso är det ganska tätbefolkat, med 58 invånare per kvadratkilometer. Närmaste större samhälle är Santos Reyes Nopala, 5,0 km nordost om El Paraíso. Omgivningarna runt El Paraíso är en mosaik av jordbruksmark och naturlig växtlighet.